# 환상연가
《환상연가》는 네이버 웹툰에서 연재된 반지운의 웹툰이다.

## 줄거리
왕을 시해하려다 기억을 잃고 쓰러진 자객이 다음 날 후궁으로 책봉된다면?

## 등장 인물
- 연월
- 사조 현
- 악희
- 진채련

## 연재 현황
네이버 웹툰에서 2021년 11월 24일부터 매주 목요일에 연재됐다. 2023년 7월 12일에 85화를 끝으로 완결됐으며 일주일 후인 19일에 후기가 업로드됐다.

## 미디어 믹스
- 2024년 상반기에 KBS2에서 이 작품을 원작으로 극화한 동명의 드라마가 방영될 예정이다.